# 青木恵一郎
青木 恵一郎（あおき けいいちろう、1905年5月17日 - 1988年2月10日)は、日本の農民運動家、著作家。

## 略歴
長野県更級郡稲里村中氷鉋（現・長野市）生まれ。1925年旧制千葉高等園芸学校（現・千葉大学園芸学部）卒。日本農民組合東京出張所書記となり、木崎村小作争議などに参加。秋田県でも活躍し、1933年日農東京出張所長となる。その後、全農全国会議派の合法化運動をし、1939年中国に渡って中支那合作社幹事となる。戦後は日農の再建に加わり、1948年日本共産党に入党し、1949年離党。この間、長野県第1区 (中選挙区)から衆議院選に出馬（1947年日本社会党、1949年共産党）し、落選。1957年日農連合会を結成して、第一線から退き、林業経営研究所員、東京教育大学講師などを務め、農民運動史の研究に従事した。1961年「日本農民運動史」で毎日出版文化賞受賞。

## 著書
- 『資本主義没落期の農民問題 一名・百姓は何故貧乏するか』二松堂書店 (農民運動叢書) 1926
- 『日本農民運動史』民主評論社 1947
- 『長野県社会運動史』社会運動史刊行会 1952
- 『山の民の記録』新評論社 1954
- 『日本農民運動史』日本評論新社

第1巻 (幕末期における農民運動) 1959
第2巻 (明治期における農民運動) 1958
第3巻 (大正期における農民運動) 1959
第4巻 (昭和初期における農民運動) 1959
第5巻 (戦後における農民運動) 1960
補巻 (朝鮮戦争から安保闘争まで)日本評論新社 1962
- 『長野県社会運動史』巌南堂書店 1964
- 『長野県における志賀報徳社運動』農業信用保険協会 (保証保険研究シリーズ) 1973
- 『世直しの唄 くどき・ちょぼくれ・数え唄』1974 三省堂新書
- 『信州農業人物誌 農林水産業の発展に尽くした人々』農林統計協会 1974
- 『さくもつ紳士録』1974 中公新書
- 『岩手農業風土人物誌』千城 1975
- 『農業風土人物誌 東京』同朋舎 1977
- 『農業風土人物誌 京都』同朋舎 1977
- 『日本教育外史 木崎村農民運動史』同朋舎 1977
- 『農業風土人物誌 愛知』同朋舎 1978

### 編著
- 『岡山県児島湾干拓の藤田組隷属下農民の斗争録』編著 農民運動資料研究会ほか (農民運動資料) 1953
- 島崎広助『木曽御料林事件交渉録 史料』編 新生社 1968
- 『農林水産業の発展に尽くした人々 山形県』編著 興亜会 1971
- 『日本農民運動史料集成』全3巻 編・解題 三一書房 1976-1977